# 南美矛麗魚
南美矛麗魚，為輻鰭魚綱鱸形目隆頭魚亞目慈鯛科的其中一種，分布於南美洲烏卡亞利河上游、瓦利亞加河上游和普圖馬約河等流域，體長可達22.1公分，棲息河川中底層水域，生活習性不明。